# Georges Lath
Georges Alain Lath (Abidjan, 15 aprile 1970) è un ex cestista ivoriano.

## Carriera
Con la Costa d'Avorio ha disputato i Campionati africani del 1985 e i Campionati mondiali del 1986.